# Alex McKenna
Alex McKenna (Los Ángeles, California, 15 de octubre de 1984) es una actriz y actriz de voz estadounidense. Es conocida por haber interpretado a Petunia Stupid en The Stupids (1996) y a Mickey Apple en You Wish (1997). Más tarde, reanudó su carrera como actriz con apariciones especiales en la exitosa serie dramática adolescente 90210 de The CW en 2010. En 2012, realizó varios papeles secundarios en series de televisión, incluidas Dallas, Guys with Kids y Two and a Half Men. McKenna también es conocida por su papel de Sadie Adler en el videojuego Red Dead Redemption 2 (2018).

## Carrera
McKenna comenzó su carrera desde niña. Se volvió conocida al interpretar a Petunia Stupid en la película de comedia y aventuras The Stupids (1996). También tuvo otros papeles, como Amanda en la película de terror Campfire Tales (1997), y como Linda Ross en Joey (1997). En 1998, fue nominada a Mejor Actuación en una Serie de Comedia de Televisión (You Wish) en los Young Artist Awards. Tuvo un pequeño papel como una amiga de Alex en la película de comedia What Women Want (2000). La película recaudó 374 millones de dólares en todo el mundo y recibió críticas en su mayoría positivas. También interpretó a Abby Macy, una adolescente adicta a las drogas, en la serie dramática criminal de NBC Crossing Jordan. Apareció en varios papeles como estrella invitada en series de televisión como 90210, Malcolm in the Middle, Shake It Up, Common Law, Two and a Half Men, Guys with Kids y Boston Public.
En 2009, interpretó el papel principal de Megs en el cortometraje The City of Lights. Luego, McKenna consiguió un papel recurrente en la revival de TNT de la telenovela de máxima audiencia de CBS Dallas. En 2014, apareció en la película de terror Haunted, junto con Luke Kleintank y Lesley-Anne Down. Tuvo un papel secundario como Tammy en la película Bear with Us (2016). La película también le valió a McKenna numerosos premios, incluido el Premio del Jurado a la Mejor Actriz de Reparto en el Sunscreen Film Festival. Apareció junto a Josh Radnor en la película dramática The Seeker (2016), interpretando a Grace. En 2018, protagonizó el videojuego Red Dead Redemption 2 como la actriz de voz y captura de movimiento de Sadie Adler, e hizo una aparición especial en un episodio de la serie de televisión de suspenso dramático Quantico.

## Vida personal
McKenna se casó con el actor canadiense Joshua Close en agosto de 2016 en Calistoga, California.

## Filmografía

### Películas
| Año  | Película                                   | Papel           | Notas                                        |
| ---- | ------------------------------------------ | --------------- | -------------------------------------------- |
| 1996 | A Woman Undone                             | Jennifer        |                                              |
| 1996 | The Stupids                                | Petunia Stupid  |                                              |
| 1997 | Joey                                       | Linda Ross      |                                              |
| 1997 | Campfire Tales                             | Amanda          |                                              |
| 1997 | Heart of Fire                              | Katy Stoler     |                                              |
| 1998 | Safety Patrol                              | Hannah Zapruder | También conocida como Disney's Safety Patrol |
| 2000 | What Women Want                            | Amiga de Alex   |                                              |
| 2009 | The City of Lights                         | Megs            | Cortometraje                                 |
| 2012 | The Longer Day of Happiness                | Elizabeth       |                                              |
| 2013 | Stand By                                   | Jenny           | Cortometraje                                 |
| 2013 | The Freemason                              | Rana Burkhalter |                                              |
| 2014 | Haunted                                    | Eve             |                                              |
| 2015 | Single in South Beach                      | Gina            |                                              |
| 2015 | Other People's Children                    | Jillian         |                                              |
| 2016 | Bear with Us                               | Tammy           |                                              |
| 2016 | The Seeker                                 | Grace           |                                              |
| 2016 | Folk Hero & Funny Guy                      | Stacy           |                                              |
| 2016 | Flatbush Luck                              | Zoey            |                                              |
| 2016 | We                                         | Eleanor         | Cortometraje                                 |
| 2016 | Julianne                                   | N/A             | Cortometraje                                 |
| 2016 | 1, 2, 3... You Please.                     | Jesse           | Cortometraje                                 |
| 2017 | Sensum                                     | Dom             | Cortometraje                                 |
| 2018 | Magnetic Plasma for mass(es) Enlightenment | Crystals        | Cortometraje                                 |
| 2018 | Anthem of a Teenage Prophet                | Señorita Banks  |                                              |

### Televisión
| Año       | Título                 | Papel                    | Notas            |
| --------- | ---------------------- | ------------------------ | ---------------- |
| 1992      | Middle Ages            | Hillary Cooper           | 3 episodios      |
| 1993      | The Trouble with Larry | Lindsay Flatt            | Papel recurrente |
| 1994      | Winnetka Road          | Leah Barker              | Papel recurrente |
| 1997-1998 | You Wish               | Mickey Apple             | 13 episodios     |
| 1997      | TGIF                   | Mickey Apple             | 1 episodio       |
| 2000      | Boston Public          | Melissa                  | 1 episodio       |
| 2001      | Malcolm in the Middle  | Beth                     | 1 episodio       |
| 2001-2006 | Crossing Jordan        | Abby Macy                | 12 episodios     |
| 2010      | 90210                  | Cat                      | 3 episodios      |
| 2011      | Shake It Up            | Sarah                    | 1 episodio       |
| 2012-2014 | The Legend of Korra    | Senna / Voce adicionales | Voz              |
| 2012-2013 | Dallas                 | Rebecca Sutter           | 4 episodios      |
| 2012      | Guys with Kids         | Megan                    | Piloto           |
| 2012      | Two and a Half Men     | Michelle                 | 1 episodio       |
| 2012      | Sketchy                | Rudolph / Chico / Ariel  | 2 episodios      |
| 2012      | Common Law             | Irene                    | Piloto           |
| 2015      | After Ever After       | Aurora                   | 1 episodio       |
| 2015      | The Following          | Jewel                    | 2 episodios      |
| 2016      | Code Black             | Caroline Stringer        | 1 episodio       |
| 2018      | Quantico               | Jocelyn Turner           | 1 episodio       |

### Videojuegos
| Año  | Título                | Papel       | Notas                       |
| ---- | --------------------- | ----------- | --------------------------- |
| 2018 | Red Dead Redemption 2 | Sadie Adler | Captura de movimiento y voz |
| 2019 | Red Dead Online       | Sadie Adler |                             |

## Premios y nominaciones
| Año  | Premios                  | Categoría                                                                           | Trabajo nominado      | Resultado |
| ---- | ------------------------ | ----------------------------------------------------------------------------------- | --------------------- | --------- |
| 1998 | Young Artist Awards      | Mejor interpretación en una serie de comedia de televisión: actriz de reparto joven | You Wish              | Nominada  |
| 2016 | Sunscreen Film Festival  | Mejor Actriz de Reparto                                                             | Bear with Us          | Ganadora  |
| 2016 | Orlando Film Festival    | Mejor reparto en un largometraje (compartido con el resto del reparto)              | Bear with Us          | Ganadora  |
| 2016 | FilmQuest                | Mejor Actriz de Reparto                                                             | Bear with Us          | Ganadora  |
| 2017 | North Hollywood Cinefest | Mejor Actriz de Largometraje                                                        | Bear with Us          | Ganadora  |
| 2019 | NAVGTR Awards            | Mejor Papel en un drama                                                             | Red Dead Redemption 2 | Nominada  |